# Thác Bản Giốc

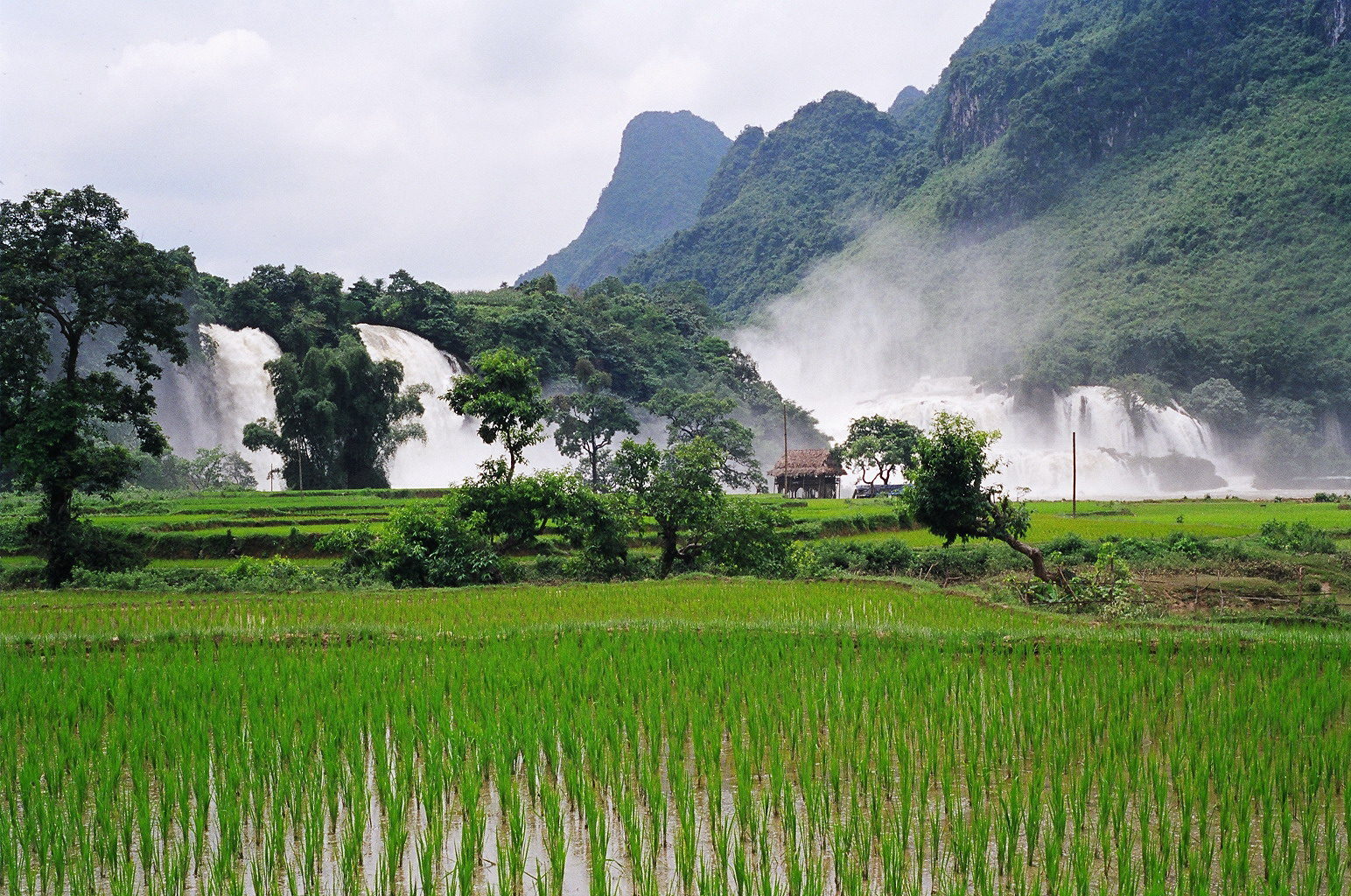
Thác Bản Giốc vào mùa mưa nhìn từ Việt Nam, bên trái ảnh là thác phụ, bên phải ảnh là thác chính.

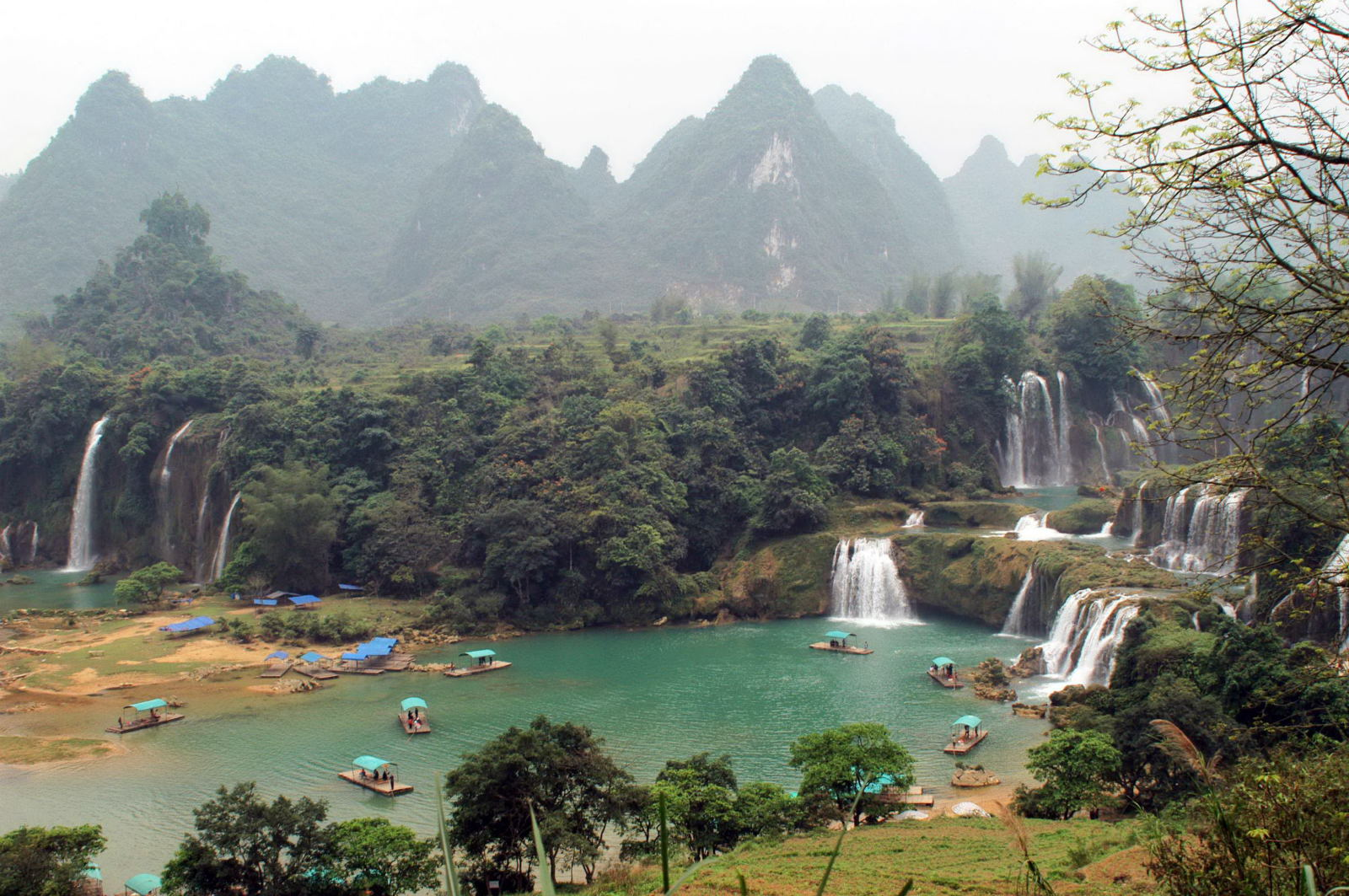
Thác Bản Giốc nhìn từ Trung Quốc vào mùa khô, bên trái ảnh là thác phụ, bên phải ảnh là thác chính

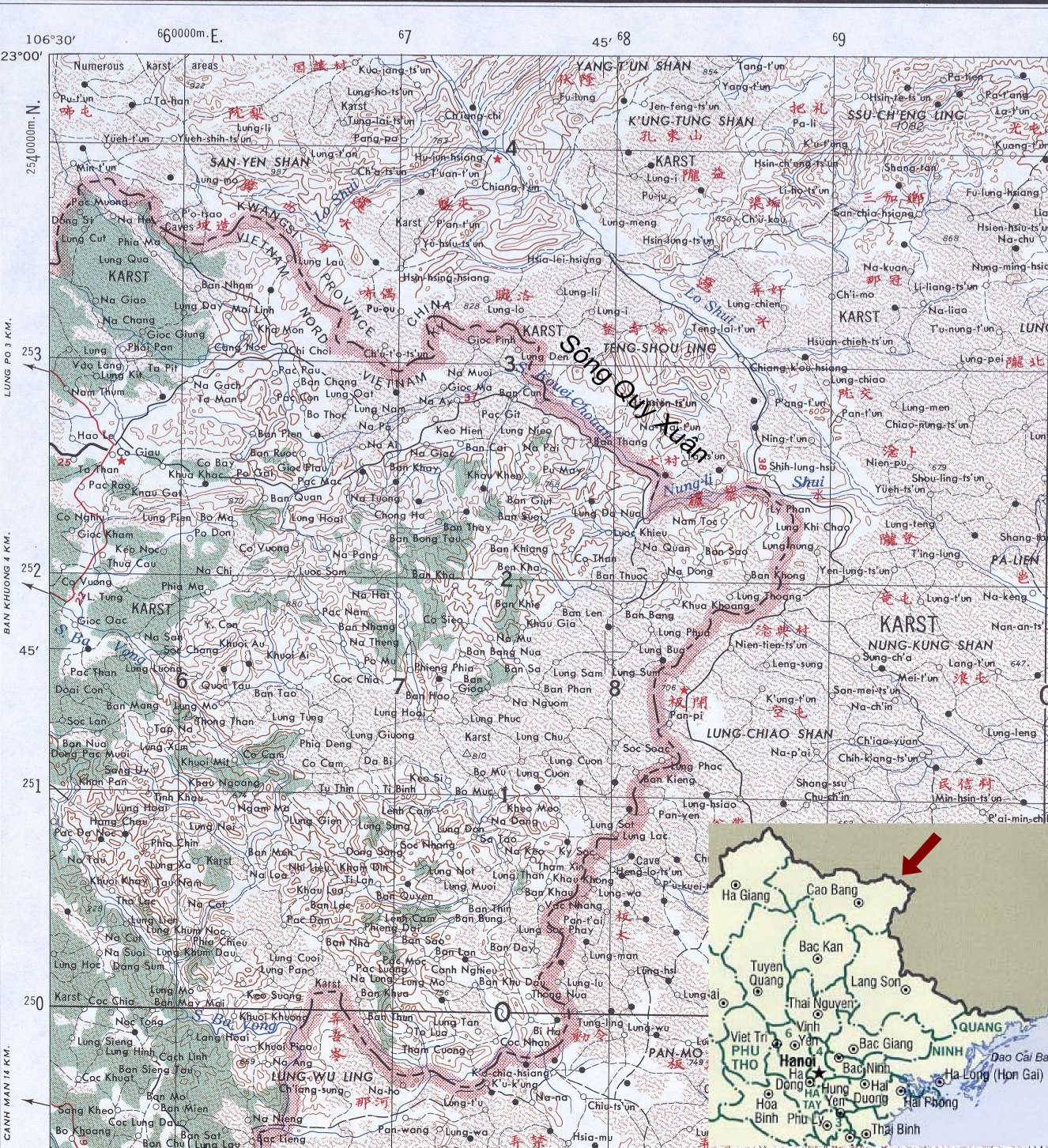
Sông Quây Sơn

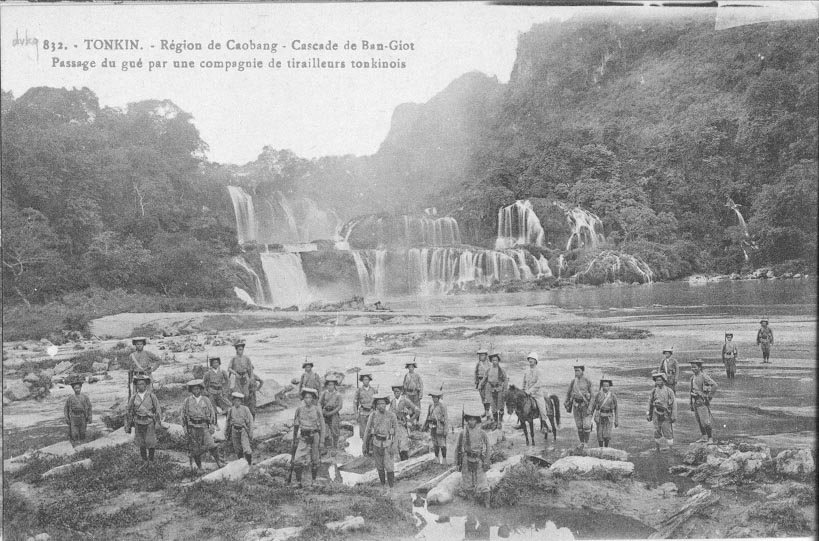
Ảnh thác Bản Giốc thời Pháp thuộc với nhóm lính tập và viên chỉ huy người Pháp (cưỡi ngựa) chụp bên dòng thác

Thác Bản Giốc, phần phía Trung Quốc gọi là thác Đức Thiên (tiếng Trung: 德天瀑布; bính âm: Détiān pùbù), là một nhóm thác nước nằm trên sông Quây Sơn tại biên giới giữa Việt Nam và Trung Quốc. Nếu nhìn từ phía dưới chân thác, phần thác bên trái và nửa phía tây của thác bên phải thuộc chủ quyền của Việt Nam tại xã Đàm Thủy, huyện Trùng Khánh, tỉnh Cao Bằng; nửa phía đông của thác bên phải thuộc chủ quyền của Trung Quốc tại thôn Đức Thiên, trấn Thạc Long, huyện Đại Tân, thành phố Sùng Tả của khu tự trị dân tộc Choang Quảng Tây. Thác nước này cách huyện lỵ Trùng Khánh khoảng 20 km về phía đông bắc, cách thủ phủ Nam Ninh của Quảng Tây khoảng 208 km.

## Tổng quan
Theo quan điểm của Trung Quốc thì thác chính và thác phụ là hai thác riêng biệt, thác chính (Đức Thiên) có chiều rộng 100 m, độ sâu 60 m và độ cao là 70 m. Theo quan điểm của phía Việt Nam, thác Bản Giốc bao gồm cả thác chính và phụ với tổng chiều rộng là 208 m. Thác Bản Giốc được chia thành hai phần, phần ở phía Nam gọi là thác Cao, đây là thác phụ vì lượng nước không lớn. Thác Thấp là thác chính nằm ở phía Bắc trên biên giới Việt Trung.
Thác Bản Giốc là thác nước lớn thứ tư thế giới trong các thác nước nằm trên một đường biên giới giữa các quốc gia (Sau thác Iguazu giữa Brasil - Argentina, thác Victoria nằm giữa Zambia - Zimbabwe; và thác Niagara giữa Canada và Hoa Kỳ). Tuy nhiên, theo Tân Hoa xã thì thác Bản Giốc là thác xuyên quốc gia lớn thứ hai trên thế giới. Thác Bản Giốc là thác nước tự nhiên lớn nhất khu vực Đông Nam Á.

## Du lịch

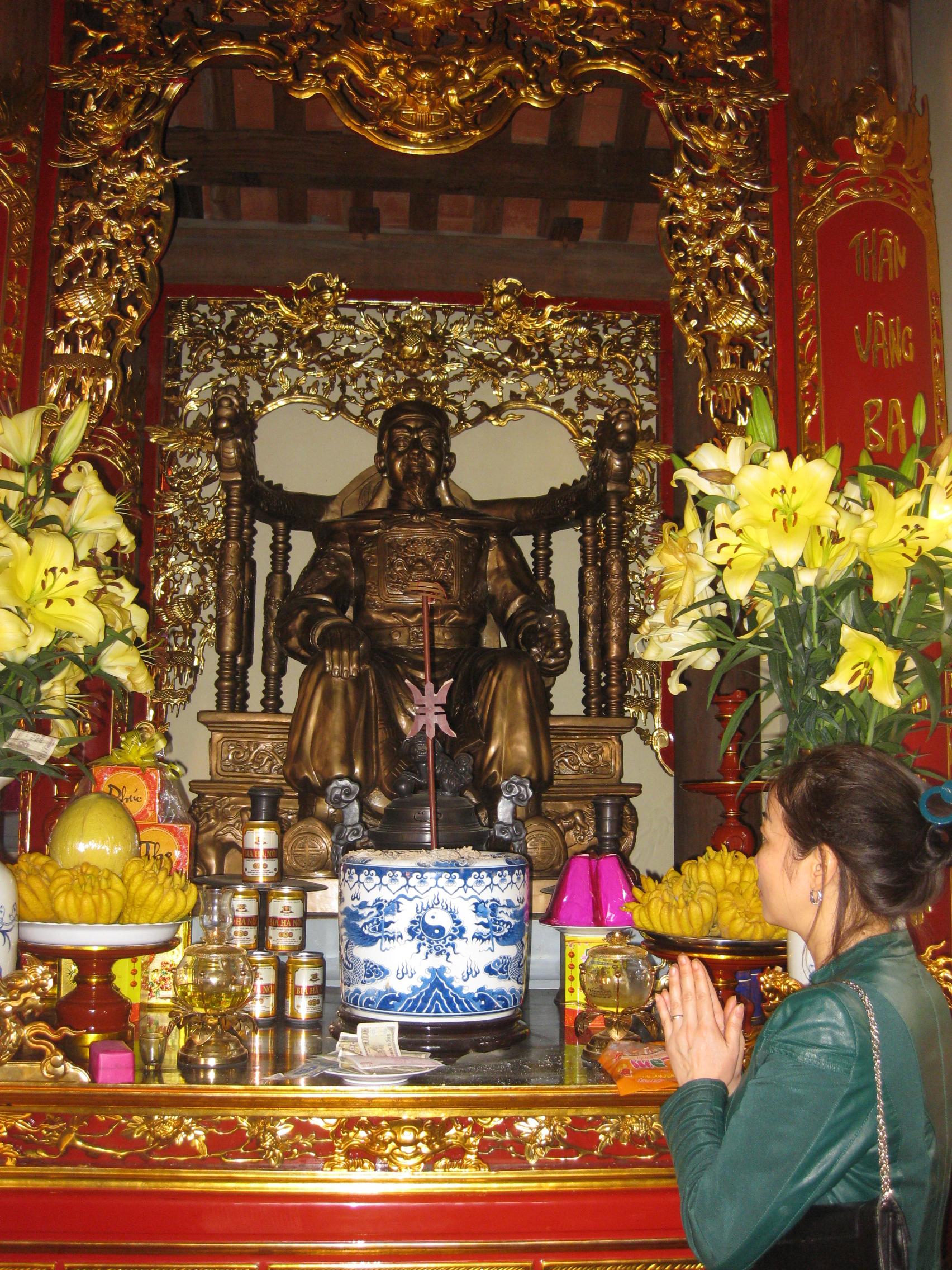
Chùa Phật Tích Trúc Lâm Bản Giốc - Tượng ngài Nông Trí Cao

Thác Bản Giốc là một thắng cảnh du lịch nổi tiếng, từng được Tạp chí Địa lý Quốc gia Trung Quốc bình chọn là một trong sáu thác nước đẹp nhất Trung Quốc vào năm 2005. Ngoài ra, Nhân dân Nhật báo và Đài Truyền hình Trung ương Trung Quốc cũng đã đánh giá thác Bản Giốc là một trong mười thác nước đẹp nhất Trung Quốc. Thác Bản Giốc cũng đã đi vào nghệ thuật tạo hình với những tác phẩm hội họa và nhiếp ảnh đặc sắc. Ngoài giá trị du lịch và nghệ thuật, thác cũng có tiềm năng thủy điện. Ngoài ra, tại Việt Nam, cũng có nhận định cho rằng thác Bản Giốc là thác nước đẹp nhất của quốc gia. Theo thống kê của Sở Văn hóa - Thể thao - Du lịch của tỉnh Cao Bằng, mỗi năm Việt Nam có khoảng 30.000 người đến thăm Bản Giốc, còn phía Trung Quốc đón gần 1 triệu lượt người.

### Thắng cảnh văn hóa
Chùa Phật Tích Trúc Lâm Bản Giốc - ngôi chùa đầu tiên được xây dựng ở nơi biên cương phía Bắc của Tổ quốc được UBND tỉnh Cao Bằng phê duyệt xây dựng. Tháng 6/2013, Chùa Phật Tích Trúc Lâm Bản Giốc được khởi công tại núi Phia Nhằm cách thác Bản Giốc 500m. Các hạng mục của chùa Phật Tích Trúc Lâm Bản Giốc như Tam quan chùa, lầu tượng Bồ Tát, Tam bảo, nhà tổ... được xây dựng theo phong cách kiến trúc Phật giáo truyền thống Việt Nam. Tại đây còn có đền thờ vị anh hùng Nùng Trí Cao - một nhân vật, biểu tượng Văn hoá thế kỷ XI tại Cao Bằng. Công trình được xây dựng trên diện tích 2 ha với kinh phí khoảng 38 tỷ đồng, chủ yếu từ nguồn xã hội hóa do Trung ương Giáo hội Phật giáo Việt Nam huy động, các tập đoàn và các nhà hảo tâm đóng góp và tài trợ.

## Thủy lưu
Thác Bản Giốc nằm trên dòng chảy của sông Quây Sơn (sông Quy Xuân, Quy Xuân hà - 歸春河). Sông này bắt nguồn từ Trung Quốc, chảy về hướng biên giới hai nước rồi vào lãnh thổ Việt Nam tại Pò Peo thuộc xã Ngọc Khê, huyện Trùng Khánh. Từ xã Ngọc Khê, sông chảy qua các xã Đình Phong, Chí Viễn, khi đến xã Đàm Thủy, dòng sông lượn quanh dưới chân núi Cô Muông rồi qua các cánh đồng của Đàm Thủy, qua bãi ngô trên bản Giốc, quay trở lại đường biên giới rồi tách ra thành nhiều nhánh. Lòng sông ở đó đột ngột trụt xuống khoảng 35 m, tạo thành thác Bản Giốc. Sau khi đổ xuống chân thác, sông quay hẳn vào lãnh thổ Trung Quốc.
Giữa thác có một mô đất rộng phủ đầy cây, xẻ dòng sông thành ba luồng nước. Vào những ngày nắng, làn hơi nước bắn ra từ thác tạo thành cầu vồng. Dưới chân thác là mặt sông rộng với hai bên bờ là những thảm cỏ và vạt rừng. Cách thác khoảng hơn 5 km có động Ngườm Ngao, dài 3 km.
Ở giữa thác chính là cột mốc biên giới Việt-Trung. Cột mốc này được xác định qua hiệp ước về biên giới giữa hai nước năm 1999 là cột mốc 53 do Pháp - Thanh xây dựng. Theo hiệp ước 1999, phần thác phụ hoàn toàn thuộc về Việt Nam, phần thác chính chia đôi.
Phía thượng nguồn theo đường sông Quây Sơn cỡ 4,5 km đã xây dựng Thủy điện Bản Rạ 22°51′35″B 106°41′14″Đ / 22,859834°B 106,687202°Đ, công suất lắp máy 18 MW với 3 tổ máy, hoàn thành tháng 4/2012. Thủy điện chặn dòng ở bản Rạ và trả nước về sông ở bản Gun, bỏ lại chừng 3 km sông mất nước.

## Vấn đề chủ quyền
Có dư luận cho rằng toàn bộ hai phần thác Bản Giốc vốn thuộc về Việt Nam và đã bị mất cho Trung Quốc. Về điều này, Thứ trưởng Bộ ngoại giao Việt Nam Vũ Dũng khẳng định rằng thông tin đó hoàn toàn không có cơ sở, vì Công ước Pháp-Thanh 1887 và Hiệp định 1999 đều quy định đường biên giới khu vực này chạy theo trung tuyến dòng chảy sông Quế Sơn (Quây Sơn), lên thác và tới mốc 53 phía trên. Nghĩa là, phần thác phụ hoàn toàn nằm bên phía Việt Nam, phần thác chính có một phần thuộc Trung Quốc.
Trong Biên bản phân giới cắm mốc giữa Pháp và nhà Thanh ngày 31/5/1892 ghi rõ "Từ điểm này, đường biên giới chạy theo chính giữa (trung tuyến) dòng sông cho đến thác Ta Tung". Do cùng căn cứ vào lời văn mô tả này nên khi vẽ đường biên giới chủ trương Việt Nam và Trung Quốc đều vẽ trùng nhau, từ giữa dòng sông Quây Sơn đến chính giữa ngọn thác chính. Hai bên chỉ tranh chấp ở phần phía trên đỉnh thác, nơi có hai dòng chảy ôm lấy cồn Pò Đon (Pò Thoong) mà cả Việt Nam lẫn Trung Quốc đều muốn nhận là lãnh thổ của mình. Nguyên nhân tranh chấp là do trong Công ước Pháp Thanh 1887 và 1895, cùng những biên bản bản đồ kèm theo không mô tả cụ thể khu vực này. Cuối cùng, năm 2008, Việt Nam và Trung Quốc đồng ý đường biên giới từ mốc 53 cũ đi qua cồn Pò Thoong, rồi đi tiếp đến chính giữa mặt thác chính của thác Bản Giốc, sau đó đi theo trung tuyến của dòng chảy chính của sông Quây Sơn. Như vậy, 1/2 thác chính của Bản Giốc cùng toàn bộ phần thác phụ và một 1/4 cồn Pò Thoong thuộc về Việt Nam, trong khi nếu theo nguyên tắc quốc tế thì toàn bộ cồn này phải thuộc về Trung Quốc vì dòng chảy chính nằm về phía Việt Nam.
Nhiều người nghi ngờ Việt Nam nhường thác cho Trung Quốc đã viện dẫn các tư liệu lịch sử, văn học, sách giáo khoa, thậm chí cả Sách Trắng của Bộ Ngoại giao công bố vào những năm 1970 để khẳng định rằng toàn bộ thác Bản Giốc là của Việt Nam. Nhưng những tư liệu mà họ nêu ra lại không phải là bộ phận của Công ước Pháp-Thanh 1887, Công ước Pháp-Thanh 1895 mà Việt Nam và Trung Quốc lấy làm căn cứ pháp lý duy nhất để đàm phán xác lập đường biên giới mới.

## Truyền thông
Ngày 22/2/2011 báo Lao động đăng bài "Thác nước Detian - thiên đường chốn hạ giới", ca ngợi vẻ đẹp của thác Bản Giốc, nhưng nói đây là "cảnh quan thiên nhiên" của Trung Quốc, nằm ở "thị trấn Thạc Long, huyện Đại Tân, tỉnh Quảng Tây, Trung Quốc".
Ngày 26/2/2011, Ban Tuyên giáo Trung ương có công văn đề nghị cơ quan chủ quản báo Lao động kiểm điểm, xử lý người sai phạm trong vụ việc trên.

## Hình ảnh

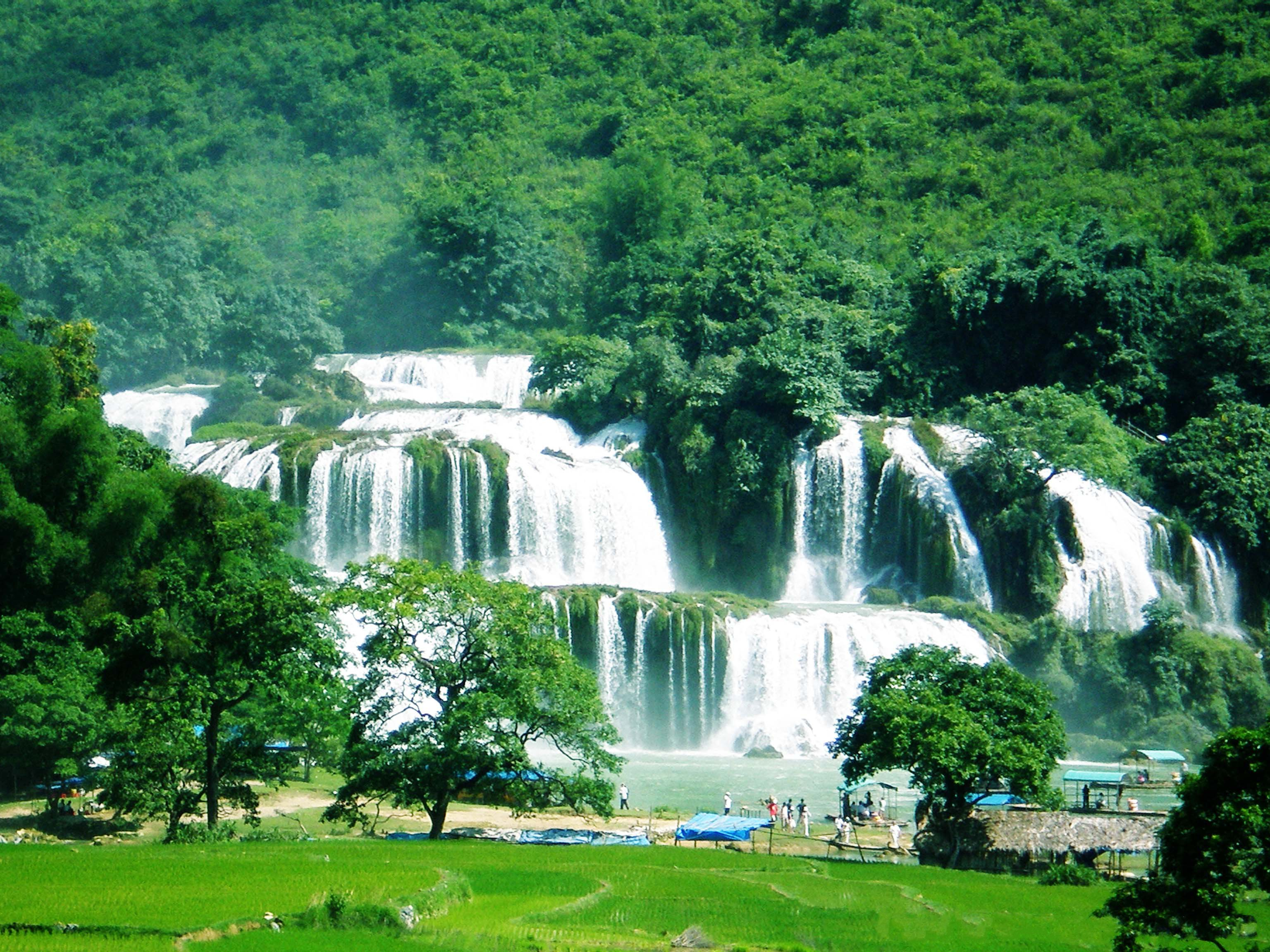
Cận cảnh Thác chính
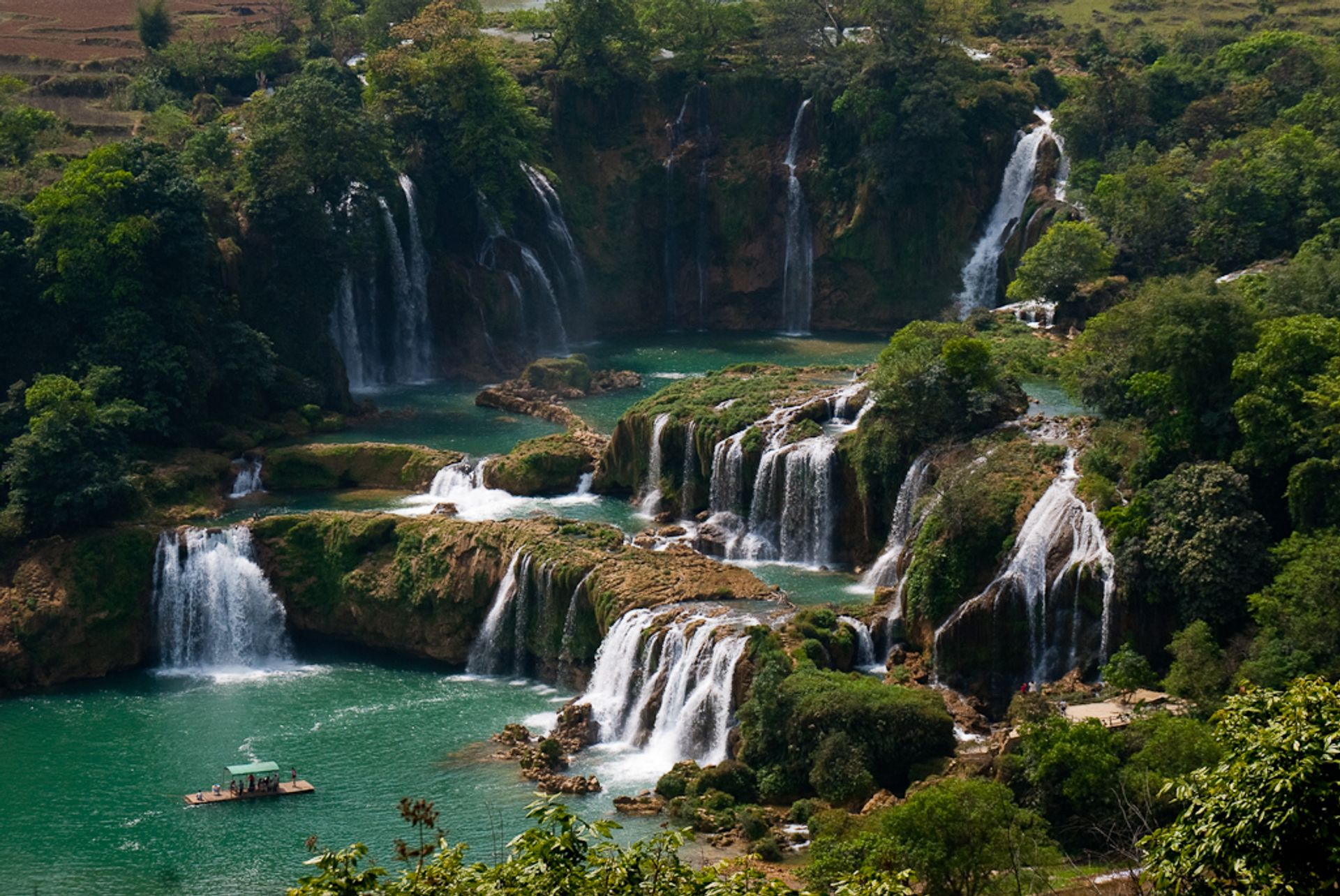
Thác chính nhìn từ Trung Quốc
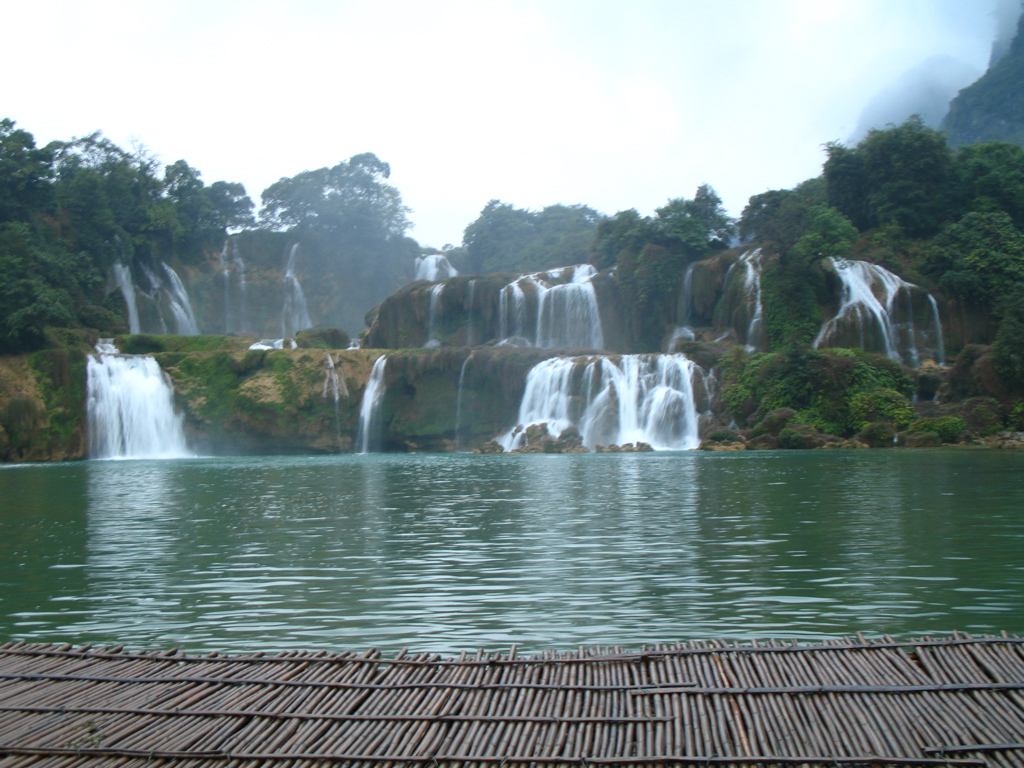
Thác chính trong mùa khô nhìn từ bè du lịch
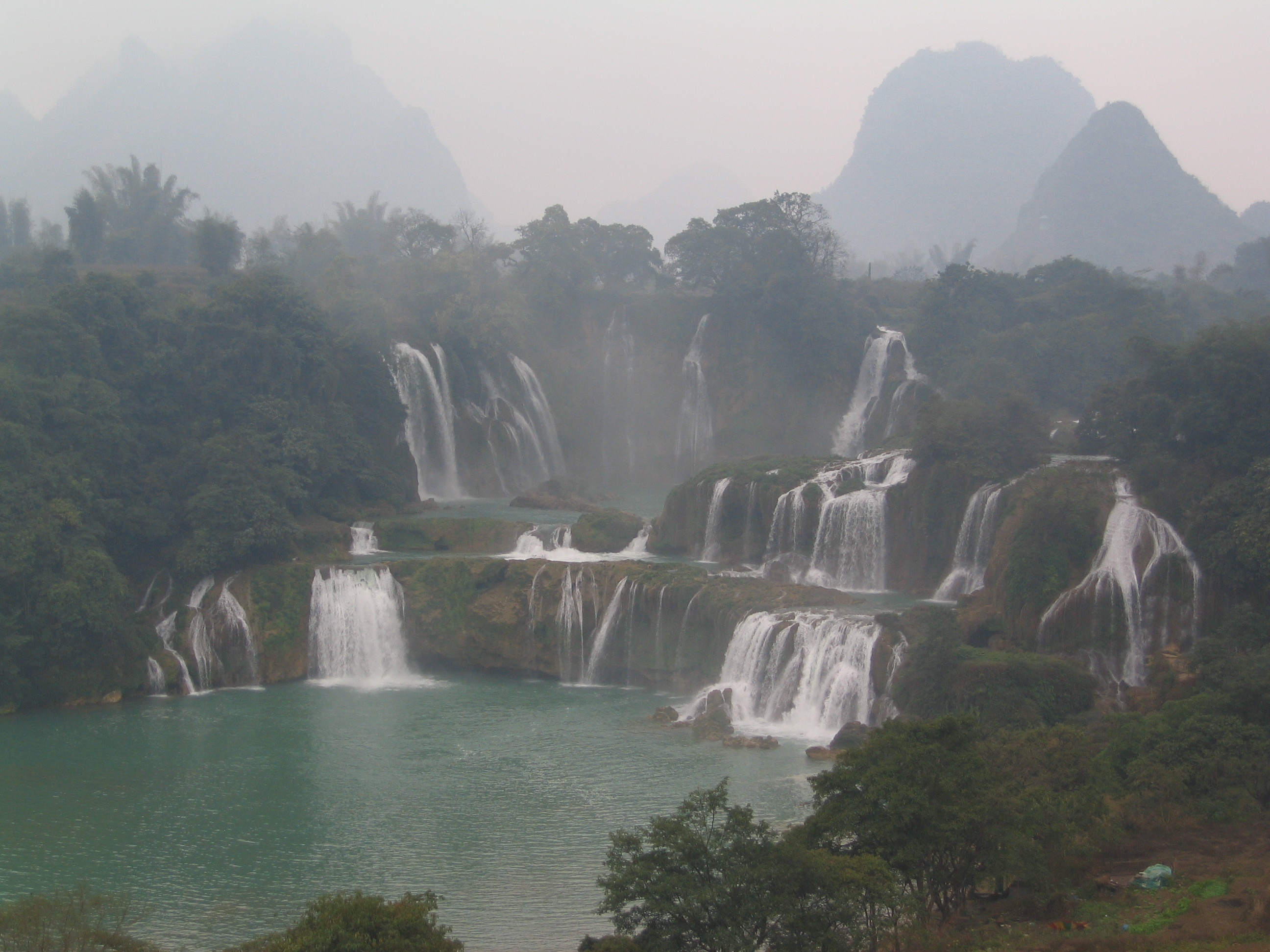
Thác chính trong sương mù
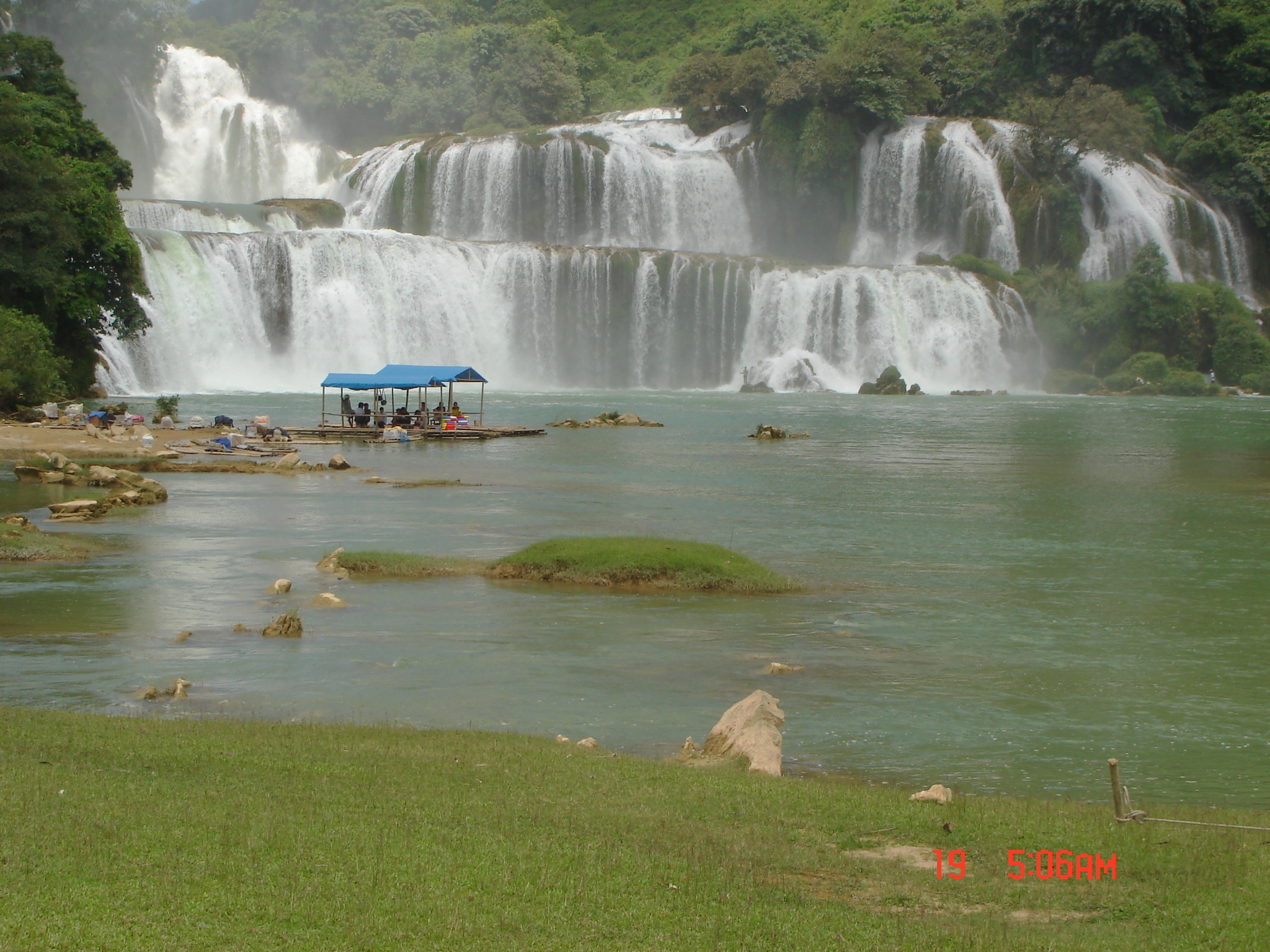
Thác chính nhìn từ Việt Nam
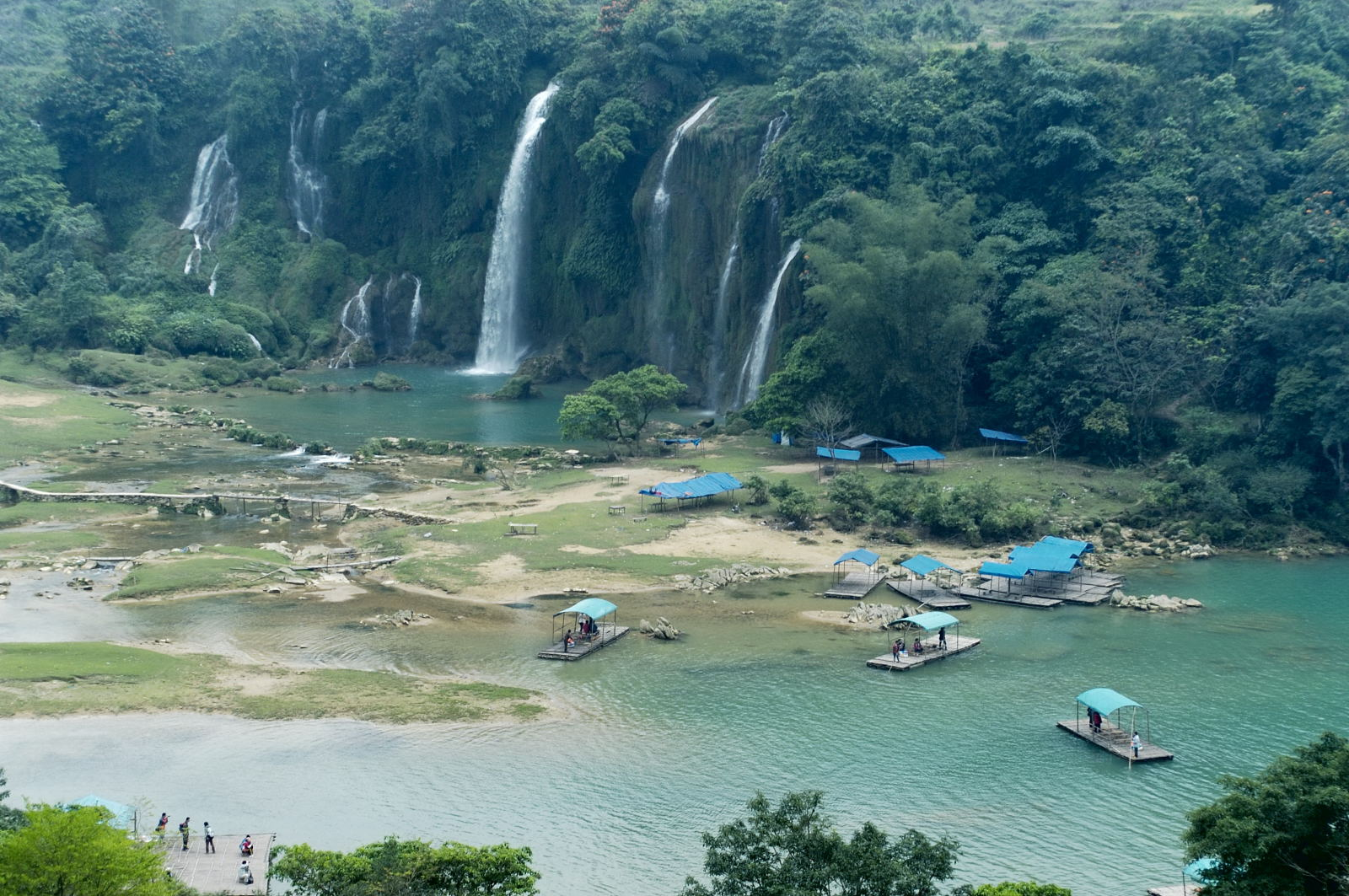
Thác phụ nhìn từ Trung Quốc vào mùa khô
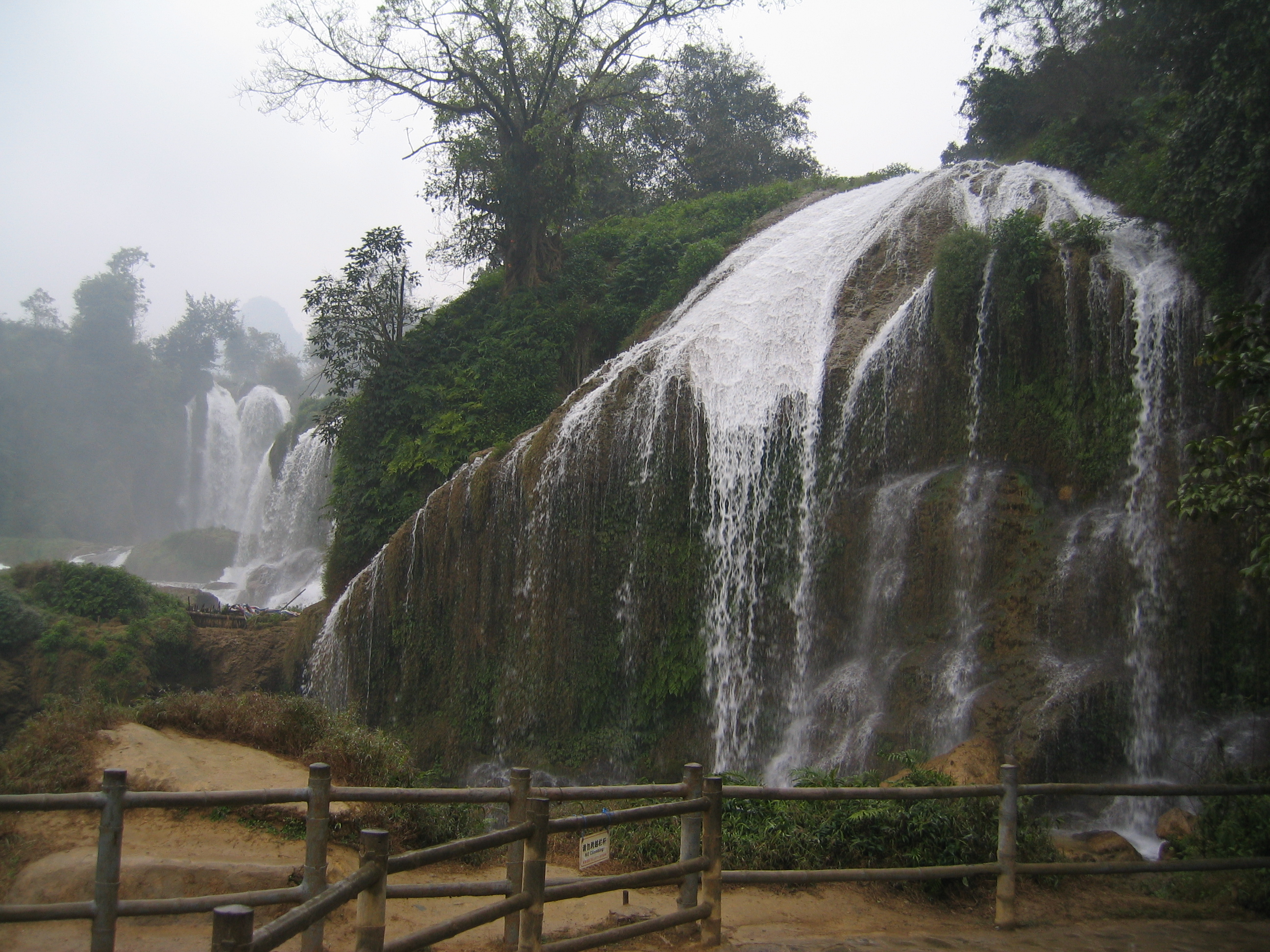
Dòng nước ngoài cùng phía bên phải của thác chính
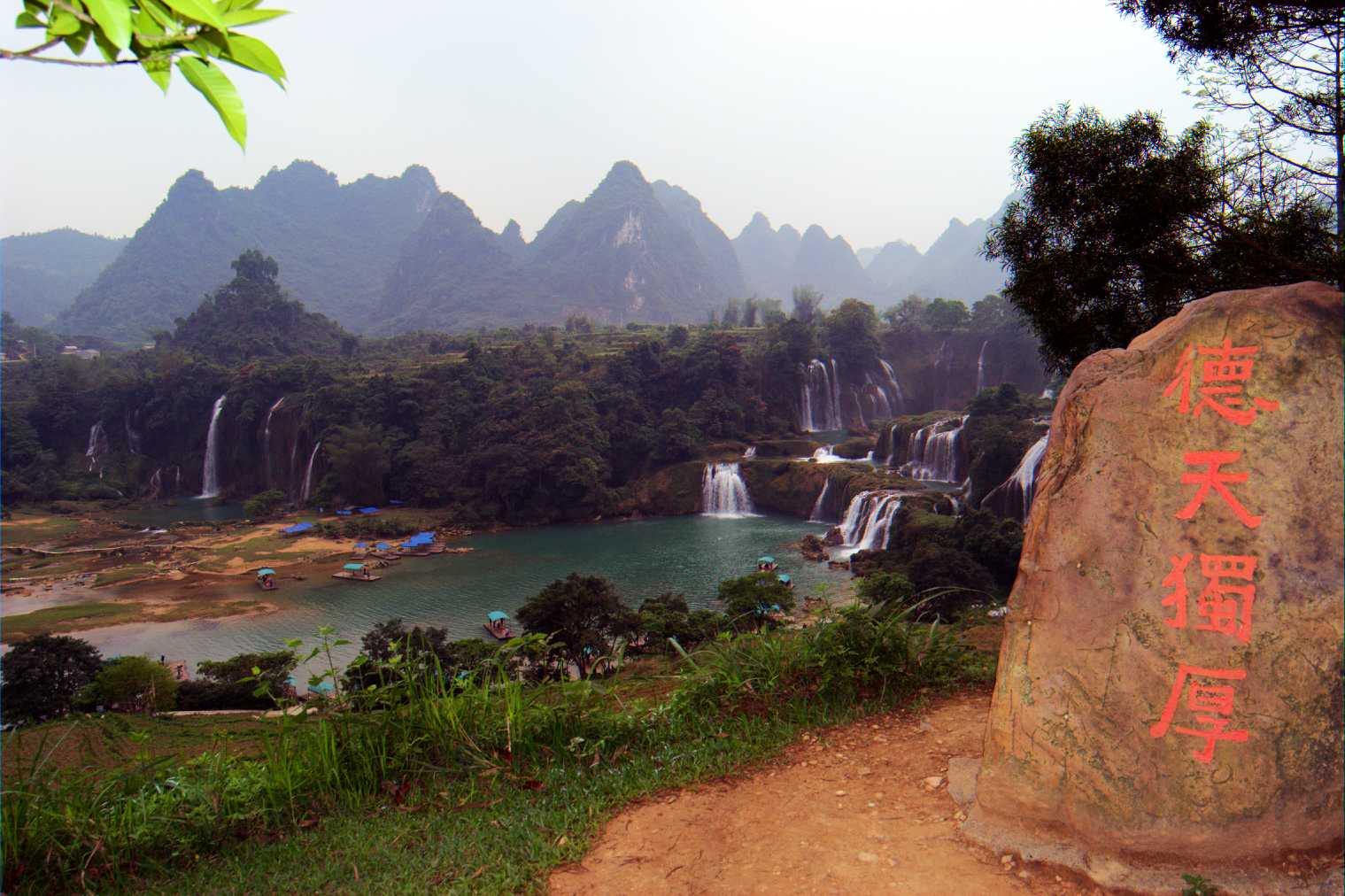
Nhìn từ Trung Quốc vào mùa khô
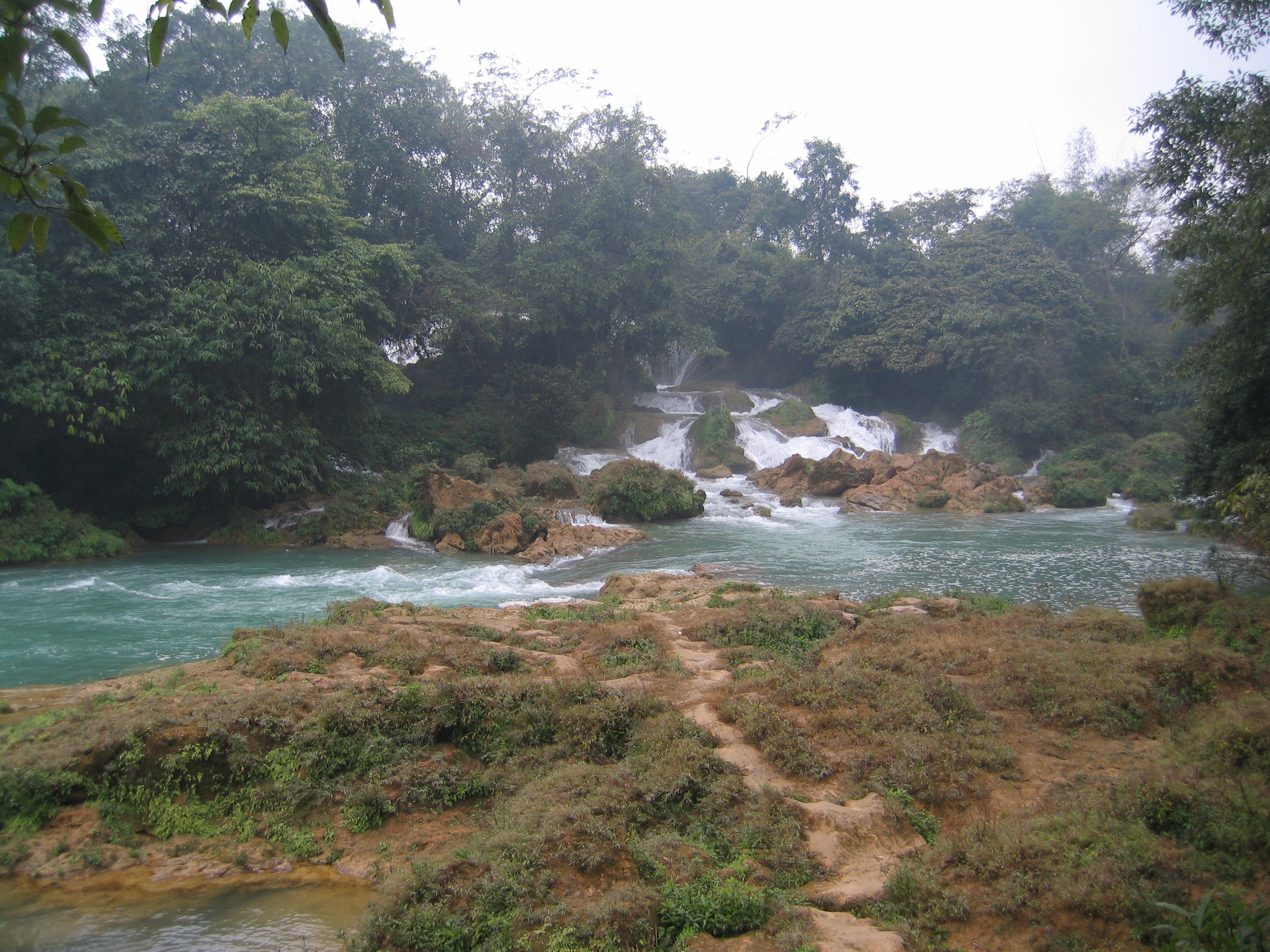
Đoạn sông Quây Sơn phía trên thác
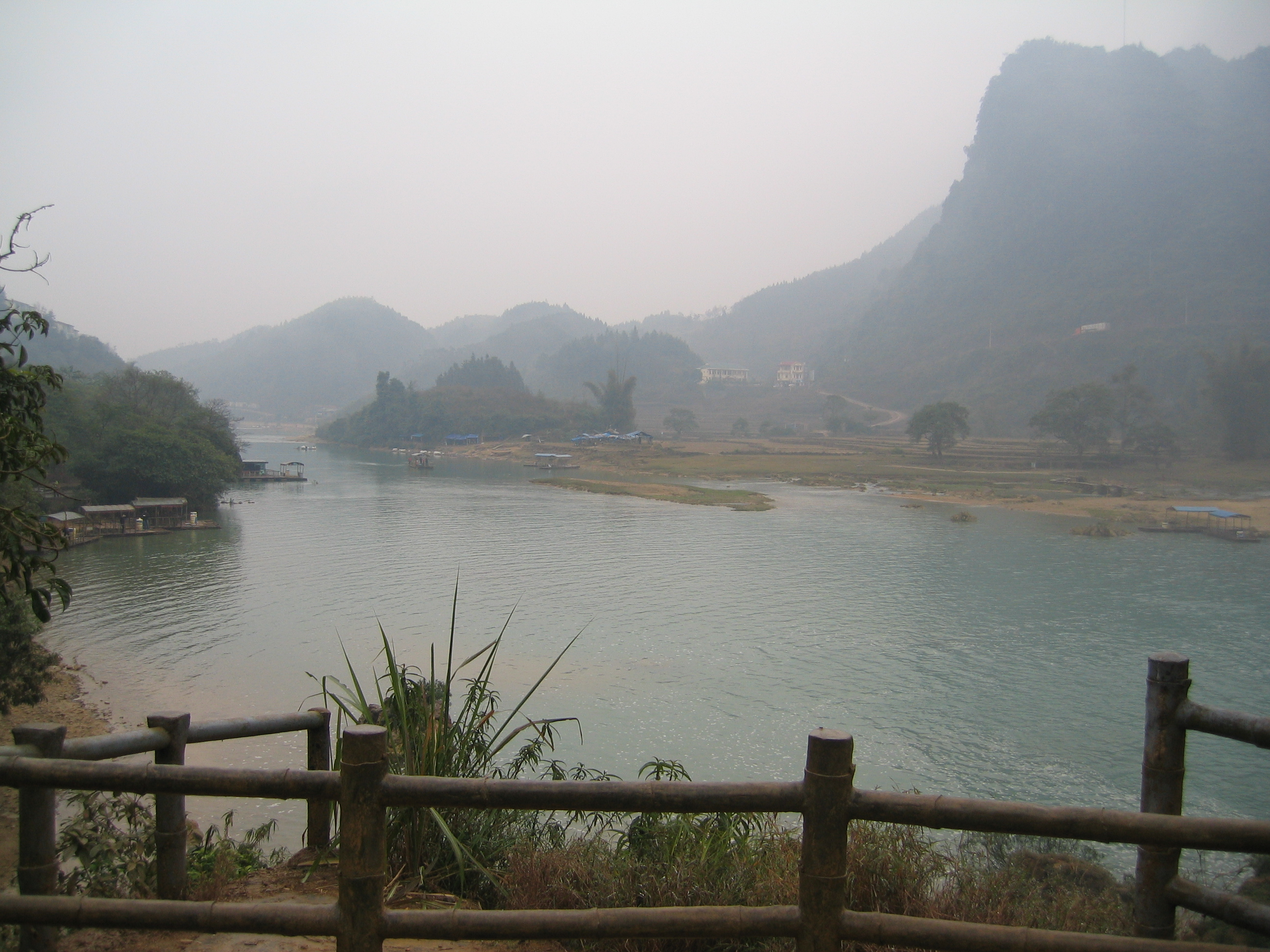
Đoạn sông Quây Sơn phía dưới thác Bản Giốc
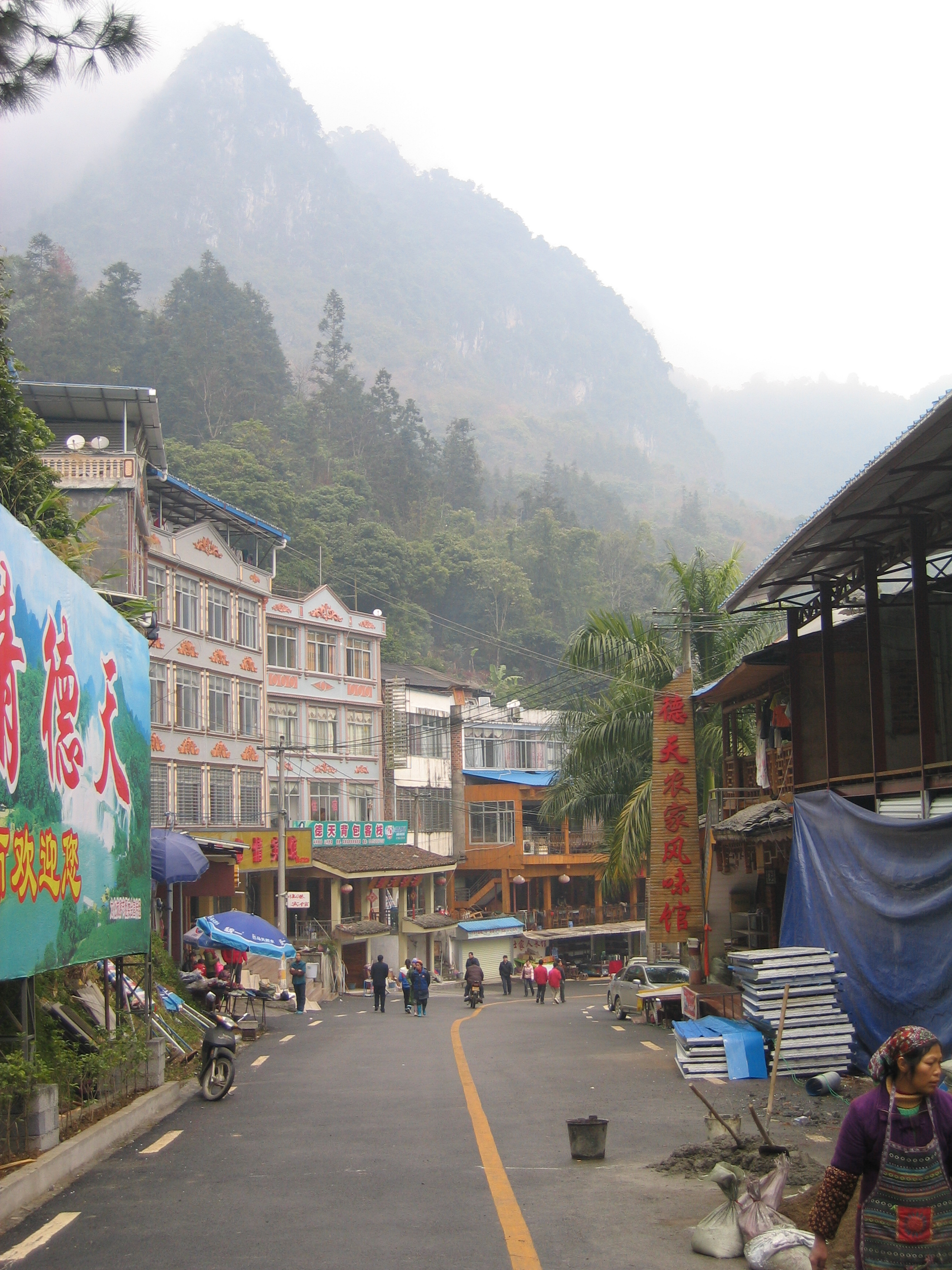
Khu phố du lịch thác Bản Giốc của Trung Quốc